# Якима (река)
Якима (англ. Yakima River) — река в центральной части штата Вашингтон, США. Правый приток реки Колумбия. Длина составляет 344 км; площадь бассейна — около 15 928 км². Средний расход воды в районе города Кайона составляет 99 м³/с. Берёт начало в Каскадных горах, на высоте 746 м над уровнем моря, вытекая из озера Кичелус к северо-западу от города Кли-Элам. Течёт преимущественно в юго-восточном направлении, протекая через город Якима. Впадает в реку Колумбия у города Ричленд, на высоте 104 м.
Первыми европейцами, увидевшими реку, были участники экспедиции Льюиса и Кларка, делавшие остановку в устье реки Якима 17 октября 1805 года, однако не поднимавшиеся по ней вверх. Воды реки активно используются для орошения. У города Якима принимает крупный приток Начес.